# Hiroki Hasegawa
Hiroki Hasegawa (長谷川博己 Hasegawa Hiroki?,  Tokio, Japón, 7 de marzo de 1977) es un actor de teatro, cine y televisión japonés. Se entrenó como actor en la compañía de teatro Bungakuza después de graduarse de la Universidad de Chūō con una licenciatura en letras. En 2008, Hasegawa comenzó a aparecer en pequeños papeles en televisión y en 2011 aparecería también en películas.

## Filmografía

### Películas
- Second Virginity (2011) - Kou Suzuki
- Suzuki-sensei (2013) - Akira Suzuki
- Why Don't You Play in Hell? (2013) – Hirata
- Kuragehime (2014) – Shū Koibuchi
- Lady Maiko (2014) - Hoshi Kyono
- Love & Peace (2015) - Ryoichi Suzuk
- Kono Kuni no Sora (2015) - Ichikawa
- Shingeki no Kyojin (2015) - Shikishima
- Shingeki no Kyojin: End of the World (2015) - Shikishima
- Gekijoban Mozu (2015) - Kazuo Higashi
- Nijyuu Seikatsu (2016) - Ishizaka
- Sailor Suit and Machine Gun: Graduation (2016) - Tsukinaga
- Shin Godzilla (2016) - Rando Yaguchi
- Sanpo Suru Shinryakusha (2017) - Sakurai

### Televisión
- 4 Lies (2008) - Fukuyama
- 33-pun Tantei (2008)
- Nanase Futatabi (2008)
- Mousou Shimai (2009) - Yuki (ep.9)
- BOSS (2009) - Akio Kawano
- Sekando bajin (2010) - Kou Suzuki
- Kaseifu no Mita (2011) – Keiichi Asuda
- Suzuki Sensei (2011) – Suzuki Sensei
- Kokuhatsu~Kokusen Bengonin (2011) - Takao Inoue (ep.6)
- Kaseifu no Mita (2011) - Keiichi Asuda
- Unmei no Hito (2012) - Rei Koinuma
- Kodoku no Gurume 2 (2012) - Suzumoto (ep.11)
- Seinaru Kaibutsutachi (TV Asahi / 2012) - Toshio Fuga
- Yae no Sakura (2013) – Kawasaki Shōnosuke
- Kumo no Kaidan (2013) - Saburo Aikawa / Saburo Tasaka
- Date (2015) – Takumi Taniguchi
- Natsume Sōseki no Tsuma (2016) – Natsume Sōseki
- Gokumon tō (2016) – Kosuke Kindaichi